# اسبله‌ماهی‌ها
اِسْبُِله‌ماهی‌ها (نام علمی: Silurus) نام یک سرده از تیره اسبله‌ماهیان است.